# ميشال بولناراف
ميشال بولناراف (بالفرنسية: Michel Polnareff) هو مغني بوب وروك فرنسي مثير للجدل بسبب أغانيه ولباسه الغريب ولكنه يعتبر أيقونة فرنسية قائمة بذاتها ورغم ذلك يتمتع بشهرة عالمية وتحتل ألبوماته الصدارة في فرنسا وأوروبا عموما ولد في 3 جويلية 1944 في نيراك جنوب غرب فرنسا على الحدود الإسبانية الفرنسية. يعزف على البيانو والغيتار. قضى 10 سنوات في أميركا وعاد سنة 1984 إلى فرنسا. لديه 14 ألبوما غنائيا آخرها سنة 2011. لا يظهر كثيرا في الإعلام وشخصيته غريبة وتصرفاته أغرب.

## روابط خارجية
- ميشال بولناراف على موقع IMDb (الإنجليزية)
- ميشال بولناراف على موقع ميوزك برينز (الإنجليزية)
- ميشال بولناراف على موقع أول ميوزيك (الإنجليزية)
- ميشال بولناراف على موقع ديسكوغز (الإنجليزية)
- ميشال بولناراف على موقع قاعدة بيانات الفيلم (الإنجليزية)